# Трговина људима
Трговина људима, према дефиницији Уједињених нација, значи врбовање, превоз, трансфер, смештај или прихват лица, употребом претње или употребом силе, у сврху експлоатације. Поред личних фактора који доводе поједине особе, посебно жене, у положај трафикинга, постоје и друштвени фактори као што су: незапосленост, сиромаштво, недостатак образовања, као и организовани криминал у виду секс индустрије.
Годишње око два милиона и 400 хиљада људи постају жртве трговине људима, а криминалне организације које се тима баве зарађују око три милијарде долара годишње.
Европски дан борбе против трговине људима обележава се 18. октобра.

## Историја
Трговина људима је облик криминалитета свеприсутан од давнина. Од 1990-тих година бива актуелизован бројним међународним активностима. Од 2003. године трговина људима је у кривичном законодавству Србије предвиђено као кривично дело. Трговина људима праћена је бројним кривичним делима као што су: принуда, превара, отмица, силовање, наношење телесних повреда.

## Трговина женама
Трговина жена представља ужи појам у оквиру општег појма трговине људима.

### Појавни облици
Трговина женама јавља се у три појавна облика:
- Трговина женама у циљу сексуалне експлоатације
- Трговина женама у циљу експлоатације (домаћег) рада
- Трговина женама у циљу склапања брака

Треба правити разлику између трговине женама и проституције. Основна разлика састоји се у томе да трговина женама подразумева ропски однос, односно одсуство слободе одлучивања и кретања - жена је власништво особе која ју је купила и не може својом вољом престати да се бави проституцијом, односно напустити свог власника. Притом се врло често догађа и да у почетку свесно и добровољно бављење проституцијом постане одједном принудно и ропско када се стекну услови да жртва буде на разне начине уцењена.

### Распрострањеност
Жене из Србије се трафикују углавном у Италију, Холандију, Немачку, скандинавске земље, Грчку и Кипар. Такође, жене из Србије се спорадично трафикују и у Македонију, где обично остају неко време у транзиту да би касније биле транспортоване даље у Грчку и на Кипар.
Већину страних жртава трговине у Србији чине Молдавке, Румунке и Украјинке, али има и Бугарки, Рускиња, Кинескиња и Јерменки. Оне се најчешће неко време задржавају у Србији, где су присиљене да раде као проститутке, да би касније биле продате даље, углавном у Италију, и то најчешће преко Црне Горе и Републике Српске. Истраживање Виктимолошког друштва Србије спроведено 2003. године идентификовало је 940 жена жртава трговине, док прикупљање података из Регионалне канцеларије показују да је у периоду 2001—2004. године идентификовано 169 страних и 45 домаћих жртава трговине женама у Србији.
Анализа расположивих података о трговини женама из Источне и Централне Европе показује да постоји неколико најчешћих начина намамљивања жена жртава трговине. То су: понуде посла, лажни позиви или аранжмани за пут у иностранство, регрутовање за пружање услуга у оквиру домаће проституције, брачне понуде, избори за мис, фолклорна друштва.
Најчешће нуђени послови су послови бебиситерке, чистачице, конобарице. Према подацима добијеним истраживањем огласа у бугарским новинама у мају и јуну 1997. године, 94% огласа нудило је послове за жене (плесачице, модели).